# Clitostethus
Genre
Clitostethus est un genre d'insectes coléoptères de la famille des Coccinellidae (coccinelles).

## Liste des espèces
Selon BioLib (8 mai 2024) :
- Clitostethus acutisiphonicus Peng, Ren & Pang, 1998
- Clitostethus arcuatus (Rossi, 1794)
- Clitostethus bawanglingensis Peng, Ren & Pang, 1998
- Clitostethus brachylobus Peng, Ren & Pang, 1998
- Clitostethus flavotestaceus Mader, 1955
- Clitostethus fumatus Sicard, 1929
- Clitostethus lividipes Sicard, 1913
- Clitostethus luteoniger (Canepari, 1997)
- Clitostethus neuenschwanderi Fürsch, 1987
- Clitostethus nigrifrons Yu, 1997
- Clitostethus sellatus Fürsch, 1995
- Clitostethus sternalis (Pang & Gordon, 1986)
- Clitostethus wenbishanus Yu, 2000